# Trapianto

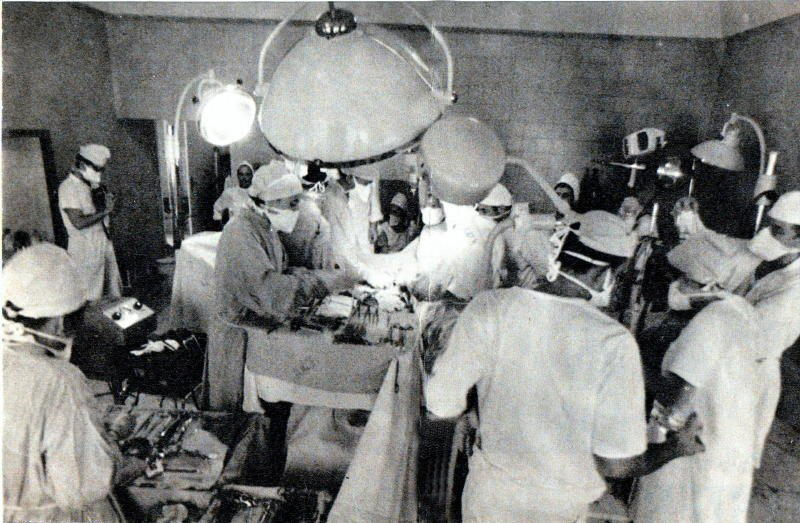
Trapianto (1968)

Il trapianto è un intervento chirurgico che prevede la sostituzione di un organo o di un tessuto con un altro prelevato dallo stesso individuo (omotrapianto o autotrapianto), da un altro individuo (allotrapianto) o da un individuo di specie diversa (xenotrapianto).
Dal punto di vista clinico il trapianto è l'unica possibilità di cura per un vasto gruppo di malattie degenerative, talora ad evoluzione acuta, in cui la terapia sostitutiva non è sempre possibile.
Si possono trapiantare organi (rene, fegato, cuore, polmone, intestino), tessuti (cornee, osso, cartilagini, valvola cardiaca, vasi sanguigni, cute), o insiemi complessi (mano).
Spesso è usato come sinonimo “innesto”, sebbene in questo caso il trasferimento di organi o tessuti sia effettuata senza la realizzazione di un'anastomosi chirurgica.

## Tipologie di trapianto
Esistono diversi tipi di trapianto, a seconda del donatore (che può - per alcuni organi - essere una persona vivente).

### Omotrapianto o autotrapianto
L'omotrapianto di organi o tessuti rigenerabili elimina il rischio di rigetto e l'esigenza di farmaci immunosoppressori. È un'opzione che si presenta nel caso di interventi programmati, nei quali può rendersi necessario un trapianto di organi o tessuti.
Grazie ai progressi delle tecniche di crioconservazione, è possibile il prelievo di cellule al fine di un eventuale omotrapianto, anche a grande distanza di tempo, in presenza di patologie che lo rendano necessario. Ne sono un esempio la conservazione dei cordoni ombelicali, oppure il prelievo di cellule staminali embrionali.

### Allotrapianto
Per allotrapianto si intende il trapianto di organi o tessuti tra due diversi soggetti della stessa specie.
Con questo tipo di trapianto si può andare incontro al rischio di rigetto in quanto il sistema immunitario può riconoscere ed attaccare il non-self (organi o tessuti) introdotto.
Si distinguono: il trapianto ortotopico (l'organo originario malfunzionante viene rimosso, e l'organo del donatore viene piazzato nella stessa posizione anatomica dell'organo originario) e il trapianto eterotopico (un nuovo organo viene affiancato a quello vecchio non più funzionante, che però rimane al proprio posto; questo tipo di trapianto viene detto anche ausiliario).
Va segnalato che il numero degli organi necessari per i trapianti è quasi sempre insufficiente a coprire le liste d'attesa in tempi rapidi, per cui la mortalità fra i malati in lista può essere elevata. Assurge con una certa frequenza agli onori della cronaca il fenomeno della cosiddetta "vendita di organi", oppure tangenti pagate a medici compiacenti per far risultare le cartelle cliniche più gravi del caso reale ed aumentare la priorità del paziente in lista di attesa. La “crisi degli organi” ha portato Israele nel 2012 ad inserire come variabile per la compilazione di tale lista anche la predisposizione del ricevente a donare i propri organi, infatti coloro che sono favorevoli a donare i propri organi avranno una posizione più favorevole rispetto a chi non lo è.

#### Isotrapianto
L'isotrapianto è un tipo di allotrapianto in cui il donatore e il ricevente sono geneticamente identici, come nel caso di due individui gemelli omozigoti. Questo tipo di trapianto si differenzia dagli altri allotrapianti perché gli organi isotrapiantati essendo dal punto di vista genetico identici a quelli del ricevente, il corpo del ricevente riconosce come proprio ("self") l'organo ricevuto e non scatena la reazione immunitaria che porta al rigetto.

### Xenotrapianto o trapianto da animale
Con il termine xenotrapianto (dal greco ξένος, che significa «estraneo») si intende il trapianto di organi, tessuti o cellule tra organismi di due specie diverse.
L'animale più studiato come donatore di organi per l'uomo è il suino, in quanto ha delle similitudini anatomiche con la specie umana. La più grande barriera resta ancora quella immunologica, ma diverse ricerche si stanno concentrando sullo sviluppo di animali geneticamente modificati per poter superare alcune barriere. Restano tuttavia quesiti di ordine etico, in particolare da parte dei militanti animalisti, che si oppongono all'idea di creare animali usati come riserva di organi per gli esseri umani. Dal punto di vista strettamente medico, restano invece alcuni dubbi rispetto alla possibilità di trasmettere zoonosi.

## Procedura
Si individuano due fasi: il prelievo della parte da un soggetto detto donatore, e il successivo trapianto della stessa su di un soggetto detto ricevente, con l'eventuale rimozione dell'omologo nativo malato.
Prima del trapianto devono essere accertate la biocompatibilità dell'organo tra donatore e ricevente, non solo in termini di gruppo sanguigno e fattore Rh, ma anche per altre caratteristiche indispensabili per la buona riuscita del trapianto. Il principale criterio di abbinamento donatore/ricevente è quello della compatibilità, basato sulla tipizzazione tissutale; tuttavia, la scelta è influenzata anche da altri parametri, come l'età e lo stato di salute generale del ricevente. Negli ultimi anni il miglioramento delle tecniche di trapianto ha permesso di eseguire questa operazione anche in pazienti di età avanzata, sui quali vengono di preferenza trapiantati organi provenienti da donatori di età analoga.
Gli organi prelevati vengono raffreddati e posti nelle condizioni ottimali per il trasporto e successivo impianto nel ricevente. La durata efficace dell'organo in tali condizioni è comunque limitata a tempi brevi.
Il trattamento post-trapianto richiede un trattamento immunosoppressivo a vita per ridurre le probabilità di rigetto.

## Legislazione
Nel dicembre 2000, 60 Paesi hanno ratificato a Palermo una Convenzione contro la criminalità organizzata transnazionale, e 46 un protocollo contro la tratta di organi umani, entrati in vigore fra il settembre 2003 e il gennaio 2004. L'Italia, che ha ospitato il congresso, non ha ancora emanato gli strumenti di legge per dare esecuzione all'accordo.

### In Europa
Le Direttive 2010/45/UE, 2006/17/CE e 2006/86/CE,  attuano la Direttiva 2004/23/CE sulla definizione di norme di qualità e di sicurezza per la donazione, l'approvvigionamento, il controllo, la lavorazione, la conservazione, lo stoccaggio e la distribuzione di tessuti e cellule umani.
La 2010/45/UE (art. 20) ribadisce che la certificazione o la conferma del decesso debbono essere in conformità con le disposizioni nazionali prima del reperimento di organi da persone decedute e l'assegnazione degli organi sulla base di criteri trasparenti, non discriminatori e scientifici. Trasparenza, tracciabilità, non-discriminazione e parità di trattamento vengono enunciati in linea di principio, lasciando agli Stati membri la loro concreta attuazione.

#### In Belgio
La legislazione belga vieta i trapianti di organi non rigenerabili, anche se presenti "a coppia", o che recano danno al donatore vivente, se il ricevente non è in pericolo di vita e se lo stesso risultato è ottenibile con un prelievo da cadavere. Ad esempio sono vietati i trapianti di arti e cornee, non rigenerabili e presenti " a coppia", perché la stessa qualità di vita post trapianto è ottenibile mediante prelievo da cadavere.

#### In Italia
La legislazione italiana non ha mai regolamentato esplicitamente la materia, ammettendo implicitamente la donazione di organi e tessuti rigenerabili (sangue, midollo osseo, etc.), mentre è illecita la vendita.
Infatti, secondo il codice civile italiano "non sono ammissibili atti di disposizione del corpo che provochino una diminuzione permanente dell'integrità fisica". Sono donabili:
- Organi: cuore, reni, fegato, polmoni, pancreas e intestino.
- Tessuti: pelle, ossa, tendini, cartilagine, cornee, valvole cardiache e vasi sanguigni.

La prima normativa in tema fu la legge 1º aprile 1999 n. 91, seguita da un decreto del Ministero della sanità dell'8 aprile 2000. Esso prevede una banca dati nazionale dei donatori per i trapianti (e di chi si oppone), la regola del silenzio-assenso sulla donazione, con l'invio a tutti i cittadini di un tesserino per la manifestazione di volontà in merito alla donazione; diversamente da normative di altre nazioni, la legge non prevede:
- una menzione del testamento biologico,
- una distinzione fra diritto di opposizione al prelievo e diritto di opposizione al trapianto di organi,
- diritto di opposizione a qualsiasi prelievo o trapianto di qualsiasi organo tessuto, ovvero limitazione degli organi oggetto di possibile prelievo o trapianto
- l'obiezione di coscienza per i medici e sanitari coinvolti negli interventi
- gestione trasparente delle liste di attesa (presente quanto a priorità temporale delle iscrizioni, criteri adottati di candidabilità e assegnazione degli organi), e accessibilità tempestiva ai dati, da parte dei portatori di diritti e interessi legittimi;

In Italia il silenzio-assenso non è praticabile in quanto non è stato emesso il Decreto attuativo previsto all'art.5 della L. 91/99, che lo istituiva. A diciotto anni dall'entrata in vigore della legge, siamo ancora regolati dalle Disposizioni Transitorie, che in sintesi prevedono una forma di donazione presunta se i familiari non presentano l'opposizione scritta della persona e/o la propria opposizione tempestivamente.
L'art.23 che recita: comma 1 "...è consentito procedere al prelievo di organi e tessuti...salvo che il soggetto abbia esplicitamente negato il proprio consenso"; comma 2 "...il coniuge non separato il convivente more uxorio o, in mancanza, i figli maggiori di età o, in mancanza di questi ultimi, i genitori ovvero il rappresentante legale possono presentare opposizione scritta entro il termine corrispondente al periodo di osservazione; comma 3 "la presentazione dell'opposizione scritta dai familiari non è consentita qualora dai documenti personali...risulti che il soggetto abbia espresso volontà favorevole al prelievo..." a meno che qualcuno (familiari o amici) presenti una dichiarazione autografa del soggetto contraria e di data posteriore.
Il Centro Unico Nazionale Trapianti (art. 8, comma 6) definisce i parametri tecnici ed i criteri per l'inserimento dei dati relativi alle persone in attesa di trapianto allo scopo di assicurare l'omogeneità dei dati stessi, con particolare riferimento alla tipologia ed all'urgenza del trapianto richiesto, e di consentire l'individuazione dei riceventi; individua i criteri per la definizione di protocolli operativi per l'assegnazione degli organi e dei tessuti secondo parametri stabiliti esclusivamente in base alle urgenze ed alle compatibilità risultanti dai dati contenuti nelle liste di attesa.
I protocolli per tipologia di trapianto escludono limitazioni discriminatorie per fasce di età (esempio: privilegiare riceventi di giovane età), ma tra i fattori di esclusione per trapianti su pazienti affetti da HIV si ritrova poi l'incapacità di fornire un consenso informato, senza specificare metodi o criteri per l'accertamento, privando di fatto dell'accesso ai trapianti quanti non si dimostrano più nel pieno possesso delle loro facoltà mentali come accade per la popolazione più anziana.
Il paziente, violando le linee guida, può teoricamente iscriversi a più di un centro regionale trapianti.
Le richieste prima sono esaminate ed evase a livello regionale/interregionale, poi nazionale e infine su base estera. Questo aspetto può determinare una priorità temporale non data esclusivamente da criteri medici quali l'urgenza ed efficacia dell'intervento (immunologia, compatibilità e rigetto, ecc), ma da aspetti amministrativi come l'iscrizione in una lista di attesa o in un'altra.
Nelle procedure deve essere prevista la verifica dei seguenti punti:
- identità del donatore;
- la documentazione relativa al consenso/espressione di volontà;
- valutazione dei criteri di selezione dei donatori;
- valutazione degli esami di laboratorio.

A ciascun centro regionale o interregionale viene consentita una carta dei servizi che indica:
- i criteri di iscrizione del centro;
- le cadenze e il protocollo dei controlli per rimanere in lista attiva;
- l'impiego di un proprio algoritmo di assegnazione degli organi.

La legge vieta inoltre il trapianto di gonadi (testicoli ed ovaie) e quello dell'encefalo. Ai fini del silenzio-assenso l'iscrizione ad un'associazione di donatori costituisce una prova della volontà di donare gli organi; nel caso in cui un parente presenti una dichiarazione autografa in cui il proprio caro manifesta una volontà contraria alla donazione, la donazione può essere oggetto di un divieto dell'autorità amministrativa (ad es. un Tribunale).
L'art. 5, inattuato, prevedeva dei decreti successivi per l'indicazione delle modalità per l'esercizio del diritto di opposizione, di cui la tessera sanitaria doveva essere solo un aspetto, ma di certo non la modalità principale ed esclusiva, sia per il rischio di smarrimento (il non-donatore deve avere sempre con sé la tessera), che per il rischio di manipolabilità del dato.
A maggio 2010, il Consiglio superiore di sanità, in accordo con la Comitato Nazionale di Bioetica, ha dato il via libera alla cosiddetta donazione samaritana, trapianto di organo da vivente su persone sconosciute.

### In Asia

#### In Cina
Nel luglio 2006, la Cina ha adottato un regolamento che proibisce a privati e organizzazioni pubbliche di accettare i corpi come "donazioni", e ammette tale pratica solo verso gli istituti medici, le scuole di medicina e gli istituti di ricerca.
È anche vietato trasportare cadaveri all'interno del Paese per scopi diversi dalla sepoltura.
Il numero dei trapianti effettuati in Cina è tra i più alti al mondo, con oltre 13.000 trapianti registrati nel 2004, e ben 20.000 nel 2006. Per ragioni culturali tuttavia il paese ha tassi estremamente bassi di donazioni volontarie di organi. Tra il 2003 e il 2009 solo 130 persone si sono offerte come donatori di organi. Nel 2010 la Croce Rossa cinese ha lanciato un'iniziativa a livello nazionale per sensibilizzare la popolazione e far crescere il numero dei donatori volontari di organi, ma durante il primo anno solo 37 persone si sono registrate. A causa dei bassi livelli di donazioni volontarie, è molto probabile che la maggior parte degli organi usati nei trapianti provengano da detenuti. Nel 1984 il governo cinese ha approvato una norma per consentire la rimozione di organi da criminali giustiziati, a condizione che esprimano un previo consenso, o nel caso in cui nessuno ne rivendichi il corpo.
Nonostante l'assenza di un sistema efficiente per la donazione di organi, i tempi di attesa per ottenere organi vitali in Cina sono tra i più brevi al mondo; spesso bastano poche settimane per organi come reni, fegato e cuore. Questo ha reso la Cina una destinazione principale per il turismo dei trapianti e un luogo importante per i test sui farmaci antirigetto.  Il commercio di organi umani costituisce una fonte di reddito per le strutture mediche, militari e di pubblica sicurezza cinesi. Poiché non è in vigore un sistema nazionale di donazione e di allocazione degli organi, gli ospedali ottengono gli organi tramite mediatori locali, anche attraverso le loro connessioni con tribunali, centri di detenzione e prigioni.
I pazienti che ricevono un organo in Cina generalmente non vengono informati circa l'identità del donatore, né ricevono alcun documento che attesti il suo consenso. In alcuni casi ai pazienti non è concesso conoscere l'identità del personale medico e dei chirurghi. Il problema della trasparenza è aggravato dalla mancanza di linee guida etiche per chi lavora nel campo dei trapianti o di un sistema disciplinare per i chirurghi che dovessero violare gli standard etici.
A partire dagli anni '90, a causa delle crescenti preoccupazioni per i possibili abusi derivanti dal consenso forzato e dalla corruzione, gruppi di medici e organizzazioni per i diritti umani hanno iniziato a condannare la Cina per l'uso degli organi dei detenuti. Queste preoccupazioni sono riemerse nel 2001, quando un medico militare cinese ha testimoniato davanti al Congresso degli Stati Uniti, raccontando di aver preso parte a centinaia di operazioni per estrarre organi da detenuti giustiziati, alcuni dei quali non erano ancora morti. Nel dicembre 2005, il vice Ministro della Salute cinese Huang Jiefu ha riconosciuto che fino al 95% degli organi trapiantati proveniva da detenuti giustiziati, promettendo misure per prevenire gli abusi. Huang ha ripetuto le medesime affermazioni nel 2008 e nel 2010, affermando che oltre il 90% dei trapianti di organi da donatori deceduti, provengono da detenuti.  Nel 2006 l'Associazione Medica Mondiale ha chiesto che la Cina cessi il prelievo di organi dai detenuti, poiché essi non si trovano nelle condizioni per poter esprimere liberamente il proprio consenso.
Nel 2014 Huang Jiefu, direttore del Comitato cinese per i trapianti e le donazioni di organi, ha annunciato che dal primo gennaio 2015 non verranno più utilizzati gli organi dei detenuti condannati a morte. La notizia è stata riportata dai giornali di tutto il mondo, tuttavia il numero dei trapianti previsti per il 2015 è maggiore rispetto a quello degli anni precedenti. Rimane quindi un mistero l'effettiva provenienza degli organi utilizzati nei trapianti registrati. Anche considerando l'utilizzo degli organi dei condannati a morte non si arriva a giustificare che una parte minoritaria degli organi impiegati. Senza considerare che molti dei condannati potrebbero non essere adatti come donatori a causa di problemi di salute o per altri motivi.
Oltre alle preoccupazioni legate al reperimento di organi da condannati a morte, osservatori e ricercatori internazionali hanno espresso il timore che detenuti per reati di opinione - in particolare i praticanti del Falun Gong, ma anche Tibetani, Uiguri, e Cristiani indipendenti - vengano uccisi per rifornire l'industria dei trapianti. Questi individui non sono stati condannati per reati di sangue o violenti, e in molti casi sono stati imprigionati in modo extragiudiziale, a causa delle loro convinzioni politiche o religiose. A partire dal 2006 sono state condotte diverse indagini internazionali che si focalizzano sulle accuse di prelievo forzato di organi da praticanti del Falun Gong in Cina. Il Parlamento Europeo, il Congresso degli Stati Uniti e molti altri Parlamenti nel mondo hanno espresso preoccupazione per quanto è emerso dalle indagini ed hanno varato diverse risoluzioni in cui si richiede alla Cina di porre immediatamente fine all'utilizzo dei "prigionieri di coscienza" come fonte di organi e di avviare ulteriori indagini che portino al perseguimento dei responsabili e delle persone coinvolte in questo crimine contro l'umanità.